# 엘런 예거
엘런 예거(독일어: Eren Jäger, 일본어: エレンᆞイェーガー 에렌 이에가[*], 영어: Eren Yeager 에렌 예거[*])는 이사야마 하지메의 만화인 진격의 거인의 주인공이다. 생년월일은 835년 3월 30일 의사인 그리샤 예거와 카를라 예거 사이에서 태어났다. 845년 초대형 거인의 습격으로 인해 어머니 카를라 예거가 거인에 의해 사망하는 것을 목격하고 거인을 구축하겠다는 목표를 세웠다. 848년 병단에 입단하여 2년동안 훈련병단에서 군사 훈련을 받았다. 850년 트로스트구 습격으로 우연히 거인의 힘을 깨웠으며, 이후 조사병단에 입단하여 거인의 힘을 이용해 병단과 함께 맞서싸웠다. 854년 징벌방에서 탈옥하고 지크 예거에게 협력함에 따라 조사병단에서 사실상 퇴출되었다. 적을 죽이기 위해서라면 상대가 자신보다 강해도 몇명이 덤벼와도 상대를 쓰러뜨릴 때까지 단 한 치도 물러서지 않는 불굴의 투지와 정신력을 지녔다.
기본적인 외형은 앞머리가 뻗어 있는 흑갈색 머리와 원작 한정으로 아버지에게서 이어 받은 회색빛 눈동자, 키 170cm의 건장한 근육질 체격을 갖춘 남성. 4년 후 19세가 되었을 때는 키가 13cm 성장해서 183cm가 되었으며, 머리도 장발도 기르면서 5:5 가르마가 되었다.

## 오역
진격의 거인 캐릭터의 영문 표기입니다. 하도 질문을 많이 받아서 답변해 드려요.「Eren Yeager」「Mikasa Ackerman」「Armin Arlert」「Levi」입니다.— 편집자 가와쿠보 신타로, 트위터에서 주인공들의 영문 표기명을 밝히며.

진격의 거인 정발판의 번역을 맡은 번역가 설은미의 오역으로 인해 원래 이름이었던 '에렌 예거'가 '엘런 예거'가 되었다. 하지메 작가가 밝힌 영문 표기도 'Ellen Yeager'가 아닌 'Eren Yeager'였음에도 불구하고 설은미가 이 실수를 고치는 것을 고집스럽게 거부하였기 때문에 1화부터 121화까지 모두 에렌 예거의 이름은 '엘런 예거'로 오역되어 나왔다.
애니메이션 방영판의 공식 한글 자막에서는 정발판의 번역에 맞춰 '엘런 예거'로 표기되어 있다. 한편, 유튜브나 디시인사이드의 진격거 갤러리 등 진격의 거인 팬덤에서는 이러한 오역에 대해 크게 비판하며 에렌 예거로 이름을 부르고 있다. 하지만 나무위키 등에서는 '에렌 예거'가 아니라 '엘런 예거'라고 표기되어 있다.
인터넷에 나도는 해적판 애니메이션 방영판과 만화들에도 엘런 예거의 이름은 대게 에렌 예거로 표기되어 나온다. 설은미의 인명 번역은 엘런 예거의 사례에서뿐만 아니라 다른 인명에서도 잘못되었는데, 예를 들자면 코니 스프링거 (코니 슈프링거), 엘빈 스미스 (에르빈 스미스), 아르민 알레르토 (아르민 아를레르트), 엘런 크루거 (에렌 크루거) 등이 있다.

## 신체 정보
신장은 170cm이다. 미카사 아커만과 대등한 키이다. 185cm의 라이너 브라운보다는 작으며 160cm의 리바이 아커만보다는 크다. 몸무게는 63kg로 적당히 다부진 근육질 체격을 하고 있다. 23권 이후 4년 뒤의 시점을 다루는 2부에서는 키가 183cm로 13cm가량 성장하였다. 거인이 될 시의 크기는 15m급이며 통상종 거인이었을 당시에는 4m급이었다. 이는 엘런이 그리샤 예거에 의해 거인화 약물을 투여받은 나이가 10살이었고 이걸 반영해 엘런의 통상종 거인은 4m짜리 기괴한 어린 아이로 근육질의 성인이 되어 있는 진격의 거인의 유아기 시절처럼 보인다.
보통 키가 크고 근육질인 전형적 소년 만화의 주인공으로 묘사된다. 군복의 헐렁함 때문에 부각되지는 않으나 마른 근육질이다. 조사병단 군복대로 입체기동장치와 갈색 군복, 그리고 초록색 망토를 걸치는 것 외에 목에 지하실의 열쇠를 걸고다닌다. 845년부터 850년까지 아버지 그리샤 예거의 유언 대로 지하실의 열쇠를 잃어버리지 않기 위해 목에 걸고다닌 것으로 보여진다. 공식 석상에서는 초록색 정장을 입고 850년 수여된 조사병단의 훈장을 목걸이로 찬다. 4년이 지난 854년 시점에서 마레에 잠입했을 때에는 위장을 위해 엘런 크루거 (Eren Kruger)이라는 가명을 쓰고 머리를 길게 길렀다. 레벨리오 전투 이후 방벽 안으로 돌아왔을 때에는 애니 레온하트나 가비 브라운처럼 머리를 롤처럼 말고다녔고 116화부터는 다시 머리를 풀었다. 엘런 예거의 신장은 4년 동안 눈에 띄게 늘어났으나 몸무게의 변화에 대해서는 알려진 것이 없다.
엘런 예거는 854년 시점에서 진격의 거인과 시조의 거인, 그리고 전퇴의 거인을 보유하고있다. 진격의 거인은 그의 아버지 그리샤 예거가 832년에 엘런 크루거에게서 계승받았고, 시조의 거인은 845년 프리다 레이스를 먹어 계승하였으며 엘런 예거가 그의 아버지를 먹어 거인을 계승하였다. 854년 레벨리오 전투에서 빌리 타이버의 여동생인 라라 타이버의 척수액을 마시고 전퇴의 거인을 계승받았다. 엘런 예거는 세 거인의 힘을 가지고 있으나, 시조의 거인은 그가 왕가의 피를 이어받지 않았기 때문에 힘을 쓸 수 없다고 묘사된다. 때문에 엘런 예거는 왕가의 피를 이어받은 이복 형 지크 예거와 일시적 동맹을 맺었다.

### 사상
엘런 예거의 기본적 사상은 자유(自由)이며, 이는 진격의 거인을 관통하는 핵심적인 사상이기도 하다. 그는 타인에게서로부터의 속박 뿐 아니라 보수적 사상에도 반대하며 더 나아가 안전을 진보보다 우선시하는 자들을 적대시하기도 한다. 엘런 예거는 벽 안에서 안전하게 사는 것이 중요하다고 주장하는 모든 사람들을 현실에 굴종한, 돼지와도 다름 없는 가축이라며 적대감을 드러냈다. 헌병단에게 무한한 적대심을 품고있으며, 진격의 거인 5권에서 헌병단에게 힘 있는 자가 싸우지 않으면 어떡하냐며, 거인을 본 적도 없는 자들이 거인을 두려워한다며 비난하였다. 반대로 조사병단에 대해서는 긍정적 사고를 가지고있다. 9살 때부터 조사병단을 동경하여 조사병단에 들어가겠다는 목표를 세웠고 훈련병단에서도 누누이 자신의 견해를 표출했다.
그는 자유를 지키기 위해서는 어떠한 수단이라도 써도 된다는 극단적인 사상을 갖고 있다. 844년 미카사를 구하기 위해 강도 3명을 살해했고 어렸을 적부터 폭력적 경향을 드러냈다. 그는 자신의 본심을 극단적으로 실천하여 자주 위기에 빠지곤 한다. 850년 군사재판소에서 헌병단을 비난하였다가 즉결처분당할 뻔하였고, 그 이후로도 거인과의 격투에서 격한 감정을 못이기고 패배하곤 했다. 23권부터 엘런 예거의 이러한 성향이 가시적으로 드러났다. 그는 자유를 지킨다는 명목 하에 적국 민간인들을 학살했고, 상관 리바이 아커만을 살인미수하였으며, 총통 다리우스 작클리를 폭사시켰다. 예거파를 조직해 병단을 위협했고 친구 아르민과 미카사에게 막말을 하였다. 121화에서는 본인의 목적 달성을 위해 아버지를 조종했다는 사실이 알려지기도 했다. 다만 이 경우 정확히 밝혀진 것이 없어 진격의 거인 팬덤에서 그의 성향이 논란이 되기도 한다.

### 능력
거인으로 최소 20마리의 거인을 토벌했고, 인간으로는 2마리의 거인을 토벌했으며 그중 하나는 일반 거인인데, 거인 토벌 후 바로 혼났다. 다른 1구는 초대형 거인인데 아르민 알레르토의 희생으로 만든 토벌이였다. 토벌 보좌로 1마리를 죽였으므로 공식 토벌수는 23마리이다. 850년 군사학교를 5위로 졸업하였다. 대인격투술을 제외하면 특기가 없으나 노력으로 성장하여 대거인 기술도 상당히 좋아졌다. 행동력은 10, 격투술은 9로 높은 편이다. 반면에 두뇌전이 코니와 같이 3으로 굉장히 낮게 나온다. 참고로 코니는 방금 화장실에 갔다왔는데도 자신이 무엇을 싼지 모르는 아이다. 훈련병단 최종 성적은 A였다.

## 생애

### 844년 ~ 850년
835년 월마리아의 남부에 위치한 시간시나구에서 의사인 그리샤 예거와 술집 점원 카를라 예거의 아들로 태어났다. 어릴 적에 동네 깡패들에게 당하고있던 아르민 아를레르토를 도와줘 친구가 되었다. 844년, 강도에 의해 납치된 미카사 아커만을 구하기 위해 강도를 죽이고 구해줬다. 이후 미카사는 그리샤 예거에 의해 입양되었다.
845년 초대형 거인의 습격으로 인해 월마리아가 파괴되고 어머니 카를라 예거가 거인에게 먹히면서 거인에 대한 강한 분노를 지니게 되었다. 그리샤 예거는 그날 대피소 뒤에 있는 야산에서 엘런에게 시조의 거인과 진격의 거인을 계승시켰다. 그러나 엘런 예거는 일시적 기억 상실증으로 인해 5년 동안 이 사실에 대해 알지 못하였다. 845년에서 847년까지 월 로제 내부에서 생산자 역할을 하다가 12살이던 847년 그의 친구였던 아르민, 미카사와 훈련병단에 입단하였다. 104기 훈련병단에서 바로 퇴출당할 위기에 처했으나 입체기동장치의 결함으로 드러나기도 했다. 850년 그는 훈련병단을 졸업하였고 평가는 A였고, 애니 레온하트에 이은 전체 5위였다.
훈련병단 해산식 다음날 이뤄진 초대형 거인의 2차 습격으로 인해 엘런 예거는 트로스트구에서 예정에 없던 거인과의 격투를 치뤄야했다. 엘런 예거는 그의 동기 토마스 바그너가 거인에게 먹히는 것을 보고 분노해 뛰쳐나가다 한 거인에게 다리 반쪽을 먹히는 중상을 입었다. 친구 아르민이 거인에게 먹힐 위기에 처하자 다리가 잘린 상태로 아르민을 구출하였으나 대신 거인에게 먹혔다. 그러나 거인의 힘을 깨우쳐 무의식적으로 거인이 되어 약 20여구의 거인을 구축하였고 이는 인류에게 있어서 일대 사건이 되었다.
이후 구속되었다가 심의 결과 조사병단에 들어가게 되었다. 조사병단 특별작전반 - 통칭 리바이반에 들어가게 된 엘런 예거는 실험을 통하여 거인의 힘에 대해서 조금씩 알아가게 된다. 원래는 해부당할 뻔한 것을 리바이의 훈육과 엘빈의 사고 덕에 리바이에게 맡겨진다.

### 850년
조사병단 입단 1달 뒤 벽외 조사에 나갔다. 제 57회 벽외 조사로 명명된 이 조사에서 엘런은 여성형 거인과 대치하였고 그의 동료였던 리바이반 반원 전체를 잃었다. 이로 인해 그는 분노해 거인화하여 여성형 거인과 전투를 치뤘으나 패배하고 납치 미수를 당하였다. 이후 엘런 예거는 헌병단에 의해 월 시나로 후송되었다. 그러나 이는 아르민 아를레르트의 2차 여성형거인 포획 작전 중의 일부로 엘런 예거를 이용해 여성형 거인을 붙잡으려는 시도였다. 아르민의 추측이 맞아 애니 레온하트가 여성형 거인으로 드러났고 진격의 거인과 애니 레온하트의 여성형 거인은 월 시나 성벽 내부에서 전투를 치렀다.엘런 예거는 초반에는 고전하였으나 전세를 역전시켜 여성형 거인을 압살하였다. 다만 애니 레온하트의 경질화 시도로 인해 포획은 무산되었다.
엘런 예거는 며칠 후 급작스러운 월 로제 방벽 내부 거인 출현으로 인해 벌어진 우트가르트 전투에서 지원군으로 도착하였다. 이때 처음으로 인간 상태로 거인을 구축하는데 성공하였다. 전투 직후 그의 동기 라이너 브라운의 고백으로 인해 라이너와 베르톨트가 각각 갑옷 거인과 초대형 거인의 계승자였음을 알고 분노한다. 엘런은 즉각 라이너와 전투에 참여했고 라이너 포획 일보 직전까지 갔으나 베르톨트의 거인화로 인해 실패하고 이들의 일행에 의해 납치된다. 이때 마레로 끌려갈 뻔하였으나, 조사병단의 도움 끝에 겨우 위기에서 벗어나고 처음으로 좌표를 사용하여 거인들을 조종할 수 있음이 밝혀졌다.
104기 훈련병단에서의 동기였던 아르민 아를레르트, 미카사 아커만, 사샤 블라우스, 코니 스프링거, 장 키르슈타인, 히스토리아 레이스가 리바이반에 들어오게 되는데 리바이 병장은 이를 '엘런이 거인화하는데 필사적 환경을 조성하기 위하여'라고 설명한다. 엘런 예거는 한지 조에 분대장이 주관한 거인화 실험에 참여했고 경질화를 할 수 있는지에 대한 실험도 하였으나, 경질화를 할 수 없음이 드러났다. 또한 3번 이상 거인화를 하면 힘이 극도로 약해진다는 사실 또한 밝혀졌다. 그가 보고에 따라 시조의 거인의 계승자였음이 왕정에 알려지자 왕정은 시조의 거인 탈환을 위해 엘런 예거를 압송하고 조사병단 전원을 체포하려 한다. 엘런 예거를 비롯한 리바이반원들은 이에 반하여 쿠데타를 일으켰다. 쿠데타 도중에 엘런 예거는 로드 레이스에 의해 납치되고 레이스 가문 영지 내 지하실로 끌려간다. 이번 경우에서도 엘런 예거는 초인적 능력으로 상황을 타계했고 경질화 능력 또한 익히게 된다. 쿠데타 성공 이후 거인화한 로드 레이스를 구축하는 작전에 참여했다.
2달 뒤 이뤄진 월 마리아 최종 탈환작전에서 그는 경질화로 뚫린 시간시나구의 문을 막는데 성공한다. 거인화하여 라이너 브라운의 갑옷 거인과 대치하였고, 신병기 뇌창을 이용한 조사병단에 의해 갑옷 거인이 격파되자 당황해하는 모습을 보인다. 베르톨트 후버가 초대형 거인으로 거인화하자 그는 초대형 거인의 다리를 붙잡고 저항했으나 발차기로 멀리 날아간다. 그러나 아르민의 희생으로 그는 인간 상태에서 초대형거인을 구축하고 베르톨트 후버를 본체에서 떼어낸다. 아르민과 엘빈 중 누구를 초대형거인에게 계승시킬 것인지 선택하는 갈림길에서 그는 아르민을 선택하며 리바이와 한지에게 하극상을 일으켰다. 이로 인해 그는 약 일주일 이상 징벌방에 들어갔다.
그의 아버지 그리샤 예거가 벽 외부에서 온 인간이었다는 사실을 알게 된다. 그는 선대 계승자의 기억을 되짚다가 그의 어머니를 잡아먹은 거인이 그리샤 예거의 첫 번째 부인 다이나 프리츠가 거인화한 것임을 알고 충격을 받는다. 그는 거인의 정체가 마레에 의해 거인화된 에르디아인 동포인 사실을 알게 된 이후 거인에게 적대감을 품지 않는 모습을 보이게 된다.

### 854년
그는 어느날 적국인 마레에 몰래 잠입하여 스파이 노릇을 하였다. 약 10달 정도 이어진 스파이일 끝에 라이너 브라운이 그에게 걸려들자, 그는 곧바로 거인화하여 라이너 브라운을 빈사 상태로 만들고 마레의 지도자인 빌리 타이버를 살해했다. 빌리 타이버의 연설회가 진행 중이었던 무대로 뛰어들어 수많은 민간인을 학살했고 마레 정부 요인들 역시 이 공격에 휘말려 전멸당했다.
그의 친구이자 초대형 거인의 계승자였던 아르민의 도움으로 마레군까지 모두 궤멸당하고 전퇴의 거인과의 전투에서 승리해 전퇴의 거인을 계승한다. 그러나 이 사건으로 인해 전우 사샤 브라우스가 전사하였고 리바이 아커만은 그를 독단적 행위를 한 죄목으로 징벌방에 넣는다. 엘런 예거는 조사병단 단장 한지 조에와 설전을 한 후에 마음을 굳혀 전퇴의 힘을 써 탈옥한다.
이후 이복 형 지크 예거와 협조해 반병단 파괴공작 조직 예거파와 함께 여러 가지 행동을 전개하는데, 이 과정 속에서 리바이 아커만이 중상을 입고 총통 다리우스 작클리가 사망한다. 엘런 예거의 선제공격으로 발생한 에르디아와 마레간의 시간시나구 2차 전투에서 그는 진격의 거인으로 전쟁에 참여하였다. 지크 예거가 도착하자 그와 접촉하려 했으나 가비 브라운의 총격을 맞고 머리와 몸이 분리되는 중상을 입었다. 지크 예거와 좌표에서 만나 여러 대화를 나누는데 엘런 예거는 지크 예거에 맞춰줬을 뿐이라며 지크를 배신한다. 지크는 엘런에게 그리샤의 기억을 보여줘 엘런을 설득하려 하였으며, 이때 엘런이 진격의 힘을 이용해 과거를 조작해왔다는 중대한 사실을 알게 된다.
결국 그 뒤에 세계에 선전포고를 하고, 그 뒤
「땅 고르기」를 발동시킨 뒤 세계멸망을 목표로 둔다. 시조 유미르로부터 받은 힘을 써서 장벽 속에 있던 거대한 거인들을 비롯해 애니 레온하트의 경질화를 강제 해제한다.
138화에서는 미카사의 상상에서 미카사와 함께 도피를 한다. 미카사에게 자신이 죽으면 머플러를 버려달라고 말한다. 미카사의 손에 참수당한 다음 그녀에게 키스를 받는다.
마지막화인 139화에서 참수된 그의 머리는 엘런이 자주 졸던 나무아래에 묻히며, 미카사가 그를 그리워하며 작품이 끝난다.

## 같이 보기
- 진격의 거인의 등장인물 목록
- 그리샤 예거
- 라이너 브라운
- 미카사 아커만
- 아르민 아를레르트